# نرخ بهره
نرخ بهره (به انگلیسی: Interest rate) نرخ سودی است که بابت جلوگیری از کاهش ارزش پول پرداختی در امروز و دریافتی در آینده (به دلیل ارزش زمانی پول و نرخ تورم) از وام‌گیرنده دریافت می‌شود. همچنین در شرایط متعارف بازار، به منظور جبران فرصت‌های سرمایه‌گذاری وام‌دهنده، ممکن است مبلغی به عنوان حداقل سود مورد انتظار وام‌دهنده به این نرخ اضافه گردد.
فیشر نرخ بهره را اینطور تعریف می‌کند: نرخ بهره درصد پادا‌ش پرداختی بر روی پول، برحسب پول در تاریخ معین که معمولاً یکسال بعد از تاریخ معین است، می‌باشد.
نرخ بهره در دو موقعیت بیشترین کاربرد را می‌تواند داشته باشد؛
- زمانی که فرد پولی را در بانک سپرده گذاری می‌کند و بانک موظف است که ماهانه به سودی به شخص بپردازد.
- دومین کاربرد آن زمانی است که متقاضی از بانک وام دریافت می‌کند و با محاسبه نرخ بهره، متقاضی موظف است که ماهانه مبلغ پولی را به حساب بانک واریز کند.

## محاسبه نرخ بهره
نرخ بهره بانکی به دو صورت ساده و مرکب است، که براساس قرارداد بسته شده، نوع آن مشخص می‌شود.

#### محاسبه نرخ بهره بانکی ساده(Simple interest rate)
در این روش با یک ضرب ساده می‌توان میزان نرخ بهره را محاسبه کرد. برای انجام محاسبه کافیست نرخ بهره روزانه مشخص شده را در مبلغ اصلی وام ضرب کرده و سپس جواب به دست آمده را در تعداد روزهای باقی مانده تا زمان اتمام قرارداد ضرب کنند.
Simple Interest = P*I*N
P: مقدار اصل وام یا سپرده‌ی موجود در بانک
I: نرخ بهره سالانه یا روزانه
N: تعداد روزهای باقی مانده تا زمان اتمام قرارداد

#### محاسبه نرخ بهره بانکی مرکب
نرخ بهره بانکی مرکب زمانی است که پرداخت وام چندسال طول می‌کشد و فرد متقاضی باید مبلغ معینی از پول اصلی را به اضافه نرخ بهره مشخص شده به بانک پرداخت کند و سپس در سال دوم نیز علاوه بر مبلغ همیشگی که پرداخت می‌کند باید مبلغی که به عنوان نرخ بهره در سال اول مشخص شده را نیز بپردازند.
A = P (1+ (r/n)) nt
P: مقدار اصل سرمایه 
r: نرخ بهره در سال
n: تعداد دفعات نرخ بهره که در طی سال مرکب می‌شود
nt: مدت زمان

## عوامل مؤثر بر نرخ بهره
- دستورالعمل‌های دولت به بانک مرکزی برای دستیابی به اهداف دولت از نقدینگی موجود در بانک
- اصطلاح بلوغ سرمایه‌گذاری
- احتمال پیش‌بینی احتمالی وام گیرنده
- عرضه و تقاضا در بازار

اگر نرخ بهره بالا باشد تمایل برای سپرده‌گذاری بیشتر است اما اگر نرخ بهره کمتر باشد برای بانک و موسسات ایجاد پروژه راحت‌تر است.

## مثال
یک شرکت سرمایه‌گذاری از یک بانک برای خرید دارایی برای کسب و کار خود، وام می‌گیرد.
در عوض، این شرکت به بانک سود می‌پردازد. یا بالعکس یک بانک در ازای سپرده گذاری مشتریان مبلغی را تحت عنوان سود به مشتری پرداخت می‌کند. به درصد سود پرداختی نرخ بهره گفته می‌شود.

## شرایط مرتبط[نیازمند شفاف‌سازی]
نرخ پایه معمولاً به نرخ سالانه ارائه شده در سپرده‌های یک شبه توسط بانک مرکزی یا سایر اختیارات پولی اشاره دارد. نرخ بهره سالانه (APR) و نرخ سالانه مؤثر یا نرخ مشابه سالانه (AER) برای کمک به مصرف‌کنندگان در مقایسه با محصولات با ساختارهای مختلف پرداخت با یک مبنای مشترک مورد استفاده قرار می‌گیرند.
نرخ تخفیف برای محاسبه ارزش فعلی اعمال می‌شود.
برای ضریب سود بهره، نرخ کوپن نسبت کوپن سالانه به ازای هر واحد ارزش واحد پولی است، در حالیکه سود فعلی نسبت کوپن سالانه تقسیم بر قیمت کنونی بازار است. به رسمیت شناختن نرخ بازده مورد انتظار در باند است، فرض بر این است که آن را تا بلوغ نگه می‌دارد، یعنی نرخ تنزیل است که همه جریان‌های نقدی باقی‌مانده را به سرمایه‌گذار (همه کوپن‌های باقی‌مانده و بازپرداخت ارزش نسبی در زمان بلوغ) برابر با قیمت بازار فعلی.

## سیاست‌های پولی
نرخ بهره ابزار حیاتی سیاست پولی است و با توجه به متغیرهایی مانند سرمایه‌گذاری، تورم و بیکاری در نظر گرفته می‌شوند. بانک‌های مرکزی کشورها در صورت تمایل برای افزایش سرمایه‌گذاری و مصرف در اقتصاد کشور، نرخ بهره را کاهش می‌دهند. با این حال، نرخ بهره پایین به عنوان یک سیاست کلان اقتصادی می‌تواند خطرناک باشد و ممکن است منجر به ایجاد یک حباب اقتصادی شود که در آن حجم زیادی از سرمایه‌گذاری‌ها به بازار املاک و مستغلات و بازار سهام منتقل می‌شود. در اقتصادهای توسعه یافته، تنظیم نرخ بهره برای کنترل تورم و سلامت فعالیت‌های اقتصادی انجام می‌شود و کاهش نرخ بهره هم‌زمان با رشد اقتصادی برای محافظت از حرکت اقتصادی.

## تاریخچه
در دو قرن گذشته، نرخ‌های بهره توسط دولت‌های ملی یا بانک‌های مرکزی گوناگون بوده‌است. به عنوان مثال، نرخ بودجه فدرال رزرو ایالات متحده در ایالات متحده بین سال‌های ۱۹۵۴ تا ۲۰۰۸ برابر ۰٫۲۵ تا ۱۹ درصد متغیر بوده‌است، در حالی که نرخ پایه بانک مرکزی بین سال‌های ۱۹۸۹ تا ۲۰۰۹ بین ۰٫۵ تا ۱۵ درصد متغیر است. و آلمان در دهه ۱۹۲۰ نرخ نزدیک به ۹۰٪ را به حدود ۲٪ رساند. در طی تلاش برای مقابله با تورم در سال ۲۰۰۷، بانک مرکزی زیمبابوه نرخ بهره برای قرض گرفتن را به ۸۰۰ درصد افزایش داد.
نرخ بهره در اعتبارات اولیه در اواخر دهه ۱۹۷۰ و اوایل دهه ۱۹۸۰ بسیار بالاتر از ثبت شده بود - بالاتر از ارقام پیشین ایالات متحده از ۱۸۰، بالاتر از قله بریتانیا از سال ۱۷۰۰، یا از قله هلند از ۱۶۰۰؛ «از آنجا که بازارهای سرمایه مدرن به وجود آمد، هرگز چنین نرخ‌های بلندمدت زیادی در این مدت وجود نداشته‌است.»
احتمالاً قبل از بازارهای سرمایه مدرن، برخی از حساب‌ها وجود دارد که سپرده‌های پس‌انداز می‌تواند به بازده سالانه حداقل ۲۵٪ و تا ۵۰٪ رسید.

## دلایل تغییر نرخ بهره
- سود سیاسی کوتاه مدت: کاهش نرخ بهره می‌تواند به اقتصاد افزایش کوتاه مدت بدهد. در شرایط عادی اکثر اقتصاددانان تصور می‌کنند که کاهش نرخ بهره تنها سود کوتاه مدت را در فعالیت اقتصادی به ارمغان می‌آورد که به زودی با تورم جبران خواهد شد. تقویت سریع می‌تواند بر انتخابات تأثیر بگذارد. اکثر اقتصاددانان از بانک‌های مرکزی مستقل حمایت می‌کنند تا تأثیر سیاست بر نرخ‌های بهره را محدود کنند.
- مصرف پس‌انداز: وقتی پول قرض داده می‌شود وام دهنده وثیقه پول را صرف کالاهای مصرف می‌کند. از آنجایی که با توجه به نظریه ترجیح زمان، مردم در حال حاضر کالاها را به کالاها ترجیح می‌دهند، در یک بازار آزاد نرخ بهره مثبت وجود خواهد داشت.
- انتظارات تورمی: اکثر اقتصادها به‌طور کلی تورم را نشان می‌دهند، به این معنی که با مقدار معینی از پول، در آینده تعداد کالای کمتری می‌تواند تهیهٔ کند نسبت به زمان حال حاضر. وام گیرنده باید برای وام دهنده این تورم را جبران کند.
- سرمایه‌گذاری‌های جایگزین: وام دهنده می‌تواند بین استفاده از پول خود در سرمایه‌گذاری‌های مختلف انتخاب کند. اگر او یکی را انتخاب کند، او از تمام دیگران رد می‌کند. سرمایه‌گذاری‌های مختلف به‌طور مؤثر برای بودجه رقابت می‌کنند.
- خطرات سرمایه‌گذاری: همیشه خطر وجود دارد که وام گیرنده به ورشکستگی، فرار از زندان، مرگ، یا به‌طور پیش‌فرض در مورد وام. این به این معنی است که وام دهنده معمولاً حق بیمه ریسک را به عهده می‌گیرد تا اطمینان حاصل کند که در سرتاسر سرمایه‌گذاری‌هایش، برای کسانی که شکست می‌خورند، جبران می‌شود.
- اولویت نقدشوندگی: مردم ترجیح می‌دهند که منابع خود را در قالب‌هایی که می‌توانند بلافاصله مبادله شوند، در دسترس قرار می‌دهند، نه یک فرم که زمان برای تحقق آن را می‌گیرد.
- مالیات: از آنجاییکه برخی از سود حاصل از بهره ممکن است به مالیات برسد، وام دهنده ممکن است به میزان بالاتر برای پرداخت این زیان اصرار داشته باشد.
- بانک‌ها: بانک‌ها می‌توانند نرخ بهره را تغییر دهند یا به کاهش یا افزایش رشد اقتصادی کمک کنند. این شامل افزایش نرخ بهره برای کاهش رشد اقتصادی یا کاهش نرخ بهره برای ترویج رشد اقتصادی است.[۷]
- اقتصاد: نرخ بهره می‌تواند با توجه به وضعیت اقتصاد تغییر کند. به‌طور کلی می‌توان دریافت که اگر اقتصاد قوی باشد، نرخ بهره بالا خواهد بود، اگر اقتصاد ضعیف باشد، نرخ بهره پایین خواهد بود.

## نرخ بهره در اقتصاد کلان
- انعطاف‌پذیری جایگزینی:

کشش جایگزینی (نام کامل نرخ نهایی جایگزینی تخصیص نسبی) بر نرخ بهره واقعی تأثیر می‌گذارد. بزرگتر از انعطاف‌پذیری جایگزینی، مبادله بیشتر و نرخ بهره واقعی پایین‌تر است.
- خروجی و بیکاری:

نرخ بهره بالاتر باعث افزایش هزینه‌های قرض گرفتن می‌شود که می‌تواند سرمایه‌گذاری و تولید را کاهش دهد و بیکاری را افزایش دهد. گسترش شرکت‌ها، به ویژه کارآفرینان، تمایل دارند بدهکار خالص باشند. با این حال، دانشکده اقتصاد اتریش نرخ‌های بالاتری را به عنوان منجر به سرمایه‌گذاری بیشتر برای به دست آوردن علاقه به پرداخت بدهی‌های خود را می‌بیند. نرخ‌های بالاتر موجب صرفه جویی بیشتر و کاهش تورم می‌شود.
- پول و تورم:

وام‌ها، اوراق قرضه و سهام برخی از ویژگی‌های پول را شامل می‌شود و در عرضه پول گسترده گنجانده شده‌است.
با تنظیم I * n، مؤسسه دولتی می‌تواند بر بازار تأثیر بگذارد تا مجموع وام‌ها، اوراق قرضه و سهام صادر شده را تغییر دهد. به‌طور کلی، نرخ بهره واقعی بالاتر، عرضه پول گسترده را کاهش می‌دهد.
از طریق نظریه کم هزینه، افزایش در عرضه پول منجر به تورم می‌شود.

## نرخ‌های بهره
نرخ بهره معمولاً برای دورهٔ یک ساله محاسبه و اعلام می‌شود و هر گاه مدت آن مشخص نشود منظور همان دوره سالانه است.
برای وام‌های گوناگون معمولاً نرخ‌های بهره گوناگونی نیز وجود دارد، مانند وام سرمایه‌گذاری ثابت، وام مسکن، وام سرمایه در گردش، قروض کوتاه‌مدت یا بلندمدت دولتی و مانند آن.
دلیل این نرخ‌های گوناگون را باید در ماهیت خود نرخ‌های بهره جست:
- رجحان زمانی: مبلغ وام داده شده در واقع پس‌اندازی ست که به دلیل به «تعویق انداختن مصرف» به دست آمده‌است. هر اندازه که تمایل به مصرف حال پول نسبت به مصرف آینده آن بیشتر باشد، آشکار است که مبلغ بیشتری باید برای پاداش به تعویق انداختن مصرف پول پرداخت شود و از این رو نرخ بهره بیشتر خواهد بود.
- ریسک نقدشوندگی: وام دادن معمولاً به معنای مبادله پول با یک دارایی غیر پولی مانند «اوراق قرضه» یا «اسناد خزانه» است که به عنوان یک وسیله پرداخت برای کالاها و خدمات مورد پذیرش همگانی نیست؛ بنابراین اگر پیش از تاریخ سررسید، نیاز وام‌دهنده به پول بیش از موجودی او باشد، ناچار است که یا دارایی غیر پولی خود را به پول تبدیل کند، یا استقراض نماید. این تبدیل دارایی غیرنقدی به وجه نقد ممکن است با دشواری، دیرکرد، و حتی زیان همراه باشد، و بنابراین داد و ستد یک دارایی نقدی (یعنی پول) با دارایی دیگری که از توان نقدینگی کمتری برخوردار است، ممکن است متضمن ریسک زیان باشد. از این رو در فرایند وام دادن تقبل این ریسک باید جبران گردد، و همین نرخ بهره را بالاتر می‌برد.
- ریسک نکول: این امکان وجود دارد که وام‌دهنده نسبت به بازپرداخت وام از سوی وام‌گیرنده مطمئن نباشد و اصل مبلغ پرداختی (وام) در حقیقت بازپرداخت نشود و نکول شود. تقبل این ریسک نیز دلیل دیگری است برای وجود نرخ بهره، و میزان چنین ریسکی نیز به نوع وام پرداختی بستگی دارد.
- تورم: هرگاه افزایش سطح عمومی قیمت‌ها (تورم) در اقتصاد وجود داشته باشد، ارزش واقعی مبلغ وام تا زمان سررسید به نسبت میزان تورم کاهش خواهد یافت. بر این پایه برای جبران خطر کاهش قدرت خرید پول وام دهنده، وجود نرخ بهره ضرورت می‌یابد.

عوامل بالا دلایل وجود نرخ بهره مثبت را بیان می‌کنند. نرخ بهره پرداختی برای هر نوع وام به نوعی قیمت آن وام است؛ یعنی قیمتی که برای استفاده از پول پرداخت می‌شود. بدین روی اقتصاددانان تعیین نرخ بهره را بر پایه عرضه و تقاضا بیان کرده‌اند: تقاضا برای وام برای مصرف‌کنندگانی که قصد خرید اعتباری دارند و بنگاه‌هایی که در پی سرمایه‌گذاری هستند، و عرضه به دست پس‌اندازکنندگانی که قصد وام دادن آن را دارند.

## تأثیر بر پس‌انداز و حقوق بازنشستگی
اقتصاددانان مالی نظیر محققان شورای حقوق بازنشستگی جهانی (WPC) معتقدند نرخ بهره پایدار در اغلب کشورهای G20 تأثیر مثبتی بر موقعیت‌های مالی صندوق‌های بازنشستگی خواهد داشت زیرا "بدون بازدهی که تورم را بالاتر می‌برد، سرمایه‌گذاران بازنشستگی با ارزش واقعی خود مواجه می‌شوند صرفه جویی در مصرف صرفه جویی در مصرف انرژی در طی چند سال آینده "
از سال ۱۹۸۲ تا سال ۲۰۱۲، اکثر اقتصادهای غرب دوره‌ای از تورم کم را همراه با بازده نسبتاً بالایی از سرمایه‌گذاری در تمام کلاس‌های دارایی شامل اوراق قرضه دولتی تجربه کردند. این امر حس خاصی را در میان برخی از مشاوران و تنظیم‌کننده‌های مشمول بازنشستگی به ارمغان آورده‌است و این امر منطقی است که از فرضیه‌های خوش‌بینانه برای محاسبه ارزش فعلی بدهی‌های بازنشستگی آینده استفاده کنیم.
این سقوط بالقوه طولانی مدت در بازپرداخت اوراق قرضه دولتی در برابر سقوط طولانی مدت در بازده برای سایر دارایی‌های اصلی مانند سهام تراشه‌های آبی و مهم‌تر از همه، شوک جمعیتی خاموش است. فاکتورسازی در ریسک طول عمر مربوطه، می‌تواند به‌طور قابل ملاحظه‌ای افزایش حقوق بازنشستگی را افزایش دهد، در حالی که درآمد یکبار مصرف رکود می‌گیرد و کارکنان سال‌های قبل از بازنشستگی کار می‌کنند.

## سیاست نرخ سود صفر
در «سیاست نرخ بهره صفر» (ZIRP)، نرخ بهره هدف بانک مرکزی بسیار نزدیک به صفر است. در این صفر پایین مرز بانک مرکزی با مشکلات پولی سنتی روبرو می‌شود، زیرا عموماً معتقد است که نرخ بهره بازار نمی‌تواند به‌طور واقعی به قلمرو منفی منجر شود.

## نرخ بهره اسمی منفی
نرخ بهره اسمی معمولاً مثبت است، اما نه همیشه. در مقابل، نرخ بهره واقعی می‌تواند منفی باشد، زمانی که نرخ بهره اسمی زیر تورم است. هنگامی که این کار از طریق سیاست دولت انجام می‌شود (به عنوان مثال، از طریق الزامات احتمالی)، این سرکوب مالی محسوب می‌شود و توسط کشورهای مانند ایالات متحده و بریتانیا پس از جنگ جهانی دوم (از سال ۱۹۴۵) تا اواخر دهه ۱۹۷۰ یا اوایل دهه ۱۹۸۰ (در جریان و پس از توسعه اقتصادی پس از جنگ جهانی دوم) در اواخر دهه ۱۹۷۰، اوراق خزانه داری ایالات متحده با نرخ بهره واقعی منفی گواهی مصادره بود.

### در ذخایر بانک مرکزی
به اصطلاح «سیاست نرخ بهره منفی» (NIRP) یک نرخ بهره هدف منفی (زیر صفر) است.

### تئوری
با توجه به جایگزین نگه داشتن پول نقد، و در نتیجه درآمد ۰٪، و نه وام دهی به آن، وام دهندگان سود خالص کمتر از ۰٪ قرض نمی‌گیرند، زیرا این ضمانت را از دست می‌دهد و یک بانک که نرخ سپرده منفی را ارائه می‌دهد، به عنوان محافظه کار، پول نقد را نگه می‌دارد.
نرخ بهره منفی در گذشته، به ویژه در اواخر قرن نوزدهم توسط سیلویو گزل پیشنهاد شده‌است. نرخ بهره منفی می‌تواند به عنوان «مالیات بر نگهداری پول» (همان‌طور که توسط Gesell) توصیف می‌شود؛ او آن را به عنوان بخش Freigeld (پول آزاد) Freiwirtschaft (اقتصاد آزاد) خود را پیشنهاد کرد. برای جلوگیری از دستیابی به پول نقد (و در نتیجه درآمد ۰٪)، گزل پیشنهاد کرد که پول برای مدت محدودی صادر شود، پس بعد از آن باید برای صورتحساب‌های جدید مبادله شود؛ در نتیجه تلاش برای نگه داشتن پول منجر به انقراض و بی‌ارزش شدن می‌شود. جان مینارد کینز، به رغم مقاصد مشابه، ایده مالیات حمل و نقل پول را (۱۹۳۶، نظریه عمومی اشتغال، بهره و پول) اظهار داشت، اما به دلیل مشکلات اداری آن را رد کرد. اخیراً، یک مالیات حمل و نقل ارز توسط یک کارمند فدرال رزرو (ماروین گودفرد) در سال ۱۹۹۹ پیشنهاد شده بود که از طریق نوار مغناطیسی بر روی صورتحساب، کسر مالیات حمل و نقل پس از سپرده، مالیات بر اساس مدت زمانی که این لایحه برگزار شد.
پیش‌بینی شده‌است که نرخ بهره منفی می‌تواند در اصل بر روی پول کاغذی موجود با استفاده از شماره قرعه کشی شماره سریال، مانند انتخاب تصادفی از یک عدد از ۰ تا ۹ و اعلان آن که شماره سریال در آن رقم بی‌ارزش است، به دست می‌آید ۱۰٪ از دست دادن سهام نقدی کاغذی به نگهبان ها؛ یک عدد کشیده دو رقمی می‌تواند دو رقم آخر را در یک ضرب ۱٪ از دست بدهد. این یک دانش آموز ناشناس از گرگ منکیو [۲۳] بود، هرچند بیشتر به عنوان یک آزمایش فکر به جای یک پیشنهاد واقعی بود.
روش‌های بسیار ساده‌ای برای دستیابی به نرخ‌های بهره واقعی منفی و جلوگیری از برگزاری نقدینگی، برای دولت‌ها برای تشویق سیاست پولی تورمی است؛ در واقع، این همان چیزی است که کینز در سال ۱۹۳۶ توصیه کرد.

### در عمل
هر دو بانک مرکزی اروپا (شروع در سال ۲۰۱۴) و بانک ژاپن (شروع در اوایل سال ۲۰۱۶) این خط مشی را در پی خط مشی‌های پیشگیرانه و کم هزینه تر خود دنبال می‌کند. سیاست دوم در ابتدای کار خود به تلاش برای تغییر ذهنیت جبران‌ناپذیر ژاپن گفته شده‌است. "در سال ۲۰۱۶ سوئد، دانمارک و سوئیس، که مستقیماً شرکت‌کننده در منطقه ارز یورو نیستند، همچنین دارای NIRP بودند.
کشورهایی مانند سوئد و دانمارک بهره منفی به ذخایر را تعیین کرده‌اند؛ یعنی می‌گویند که منافع ذخایر را جبران کرده‌اند.
در ژوئیه ۲۰۰۹، بانک مرکزی سوئد، Riksbank نرخ بازپرداخت سیاست خود را، نرخ بهره خود را در یک هفته امکانات سپرده، در ۰٫۲۵٪، در همان زمان تنظیم نرخ بهره سپرده‌گذار خود را در -۰٫۲۵٪. وجود نرخ منفرد منفی یکساله منفی یک نتیجه فنی از این واقعیت است که نرخ سپرده گذردهی شبانه به‌طور کلی ۰٫۵٪ زیر یا ۰٫۷۵٪ کمتر از نرخ سیاست است. این به لحاظ فنی یک مثال از «علاقه منفی به ذخایر اضافی» نیست، زیرا سوئد دارای یک پیشنهادی برای ذخایر نیست، اما اعمال نرخ بهره رزرو بدون نیاز به رزرو، یک مقدار احتمالی احتمالی صفر را اعمال می‌کند. Riksbank تأثیر این تغییرات را مورد بررسی قرار داد و در گزارش تفسیری بیان کرد که آن‌ها در بازارهای مالی سوئد هیچ اختلالی نداشتند.

### در بازده اوراق قرضه
در طول بحران بدهی اروپا، اوراق قرضه دولتی برخی از کشورها (سوئیس، دانمارک، آلمان، فنلاند، هلند و اتریش) با بازده منفی فروخته شده‌است. تبصره‌های پیشنهادی شامل تمایل به ایمنی و حفاظت در برابر تجزیه یورو (در این صورت برخی کشورهای منطقه یورو ممکن است بدهی‌های خود را به یک ارز قوی تر تغییر دهند).

## نرخ بهره بین بانکی
«نرخ بهره بین بانکی» (Interbank Rate) در واقع به نرخ سود اعمال شده بر وام‌های کوتاه‌مدت بین بانک‌ها اشاره می‌کند. در ادبیات اقتصادی، ممکن است به علت کوتاه مدت بودن این وام‌ها (در حد ۲۴ ساعت)، نرخ تعلق گرفته به آن‌ها را «نرخ یک شبه» (Overnight Rate) نیز بنامند. بازار وام‌دهی بین بانکی بازاری است که در آن، بانک‌ها مبالغی را برای مدتی مشخص به یکدیگر قرض می‌دهند.
اغلب وام‌های بین‌بانکی سررسید یک هفته‌ای یا کمتر دارند و حتی ممکن است سررسید آن‌ها روزانه باشد. این وام‌ها با نرخ سود بین بانکی اعطا می‌شوند. درواقع، بانک‌ها موظف به نگهداری مقدار معینی دارایی نقدی تحت عنوان «ذخیره اجباری» (Reserve Requirement) هستند تا در صورت مراجعه تعداد زیادی از مشتریان برای برداشت سپرده، اعتبارات خود را از دست ندهند.